# Radio beyond Borders
『Radio beyond Borders』（レディオ ビヨンド ボーダーズ）は、FM COCOLOで2025年4月1日から放送されているラジオ番組。

## 概要
2025年4月の改編により開始された帯番組。
「世界をシームレスに」をテーマに、LANDとタイアップした番組。月曜日は「HIP-HOP」、火曜日は「K-POP」、水曜日は「ファッション」、木曜日は「ビジネス」といった曜日別のテーマを設け、ボーダーを超えるカルチャーを異なる角度から取り上げていく内容となる。
初回放送日である2025年4月1日はオープニング記念特別番組「Radio beyond Borders -Opening Special-」と題して放送された。このため、レギュラー放送は同年4月2日から開始となった。
2025年8月5日からはトキエアが冠スポンサーに付き、番組名も「TOKI AIR presents Radio beyond Borders」となった。

## DJ
| 放送曜日 | サブタイトル            | DJ       | 放送開始日   |
| -------- | ----------------------- | -------- | ------------ |
| 月曜日   | Monday Nite Flava Picks | 西田新   | 2025年4月7日 |
| 火曜日   | K-POP & Beyond          | 古家正亨 | 2025年4月8日 |
| 水曜日   | RADIO RESIDENT          | 藤田琢己 | 2025年4月2日 |
| 木曜日   | The Corner Office       | 西任暁子 | 2025年4月3日 |

代演
- SATUSSY（韻踏合組合）（2025年7月7日[注 2]）